# مجرة الرامي الإهليجية القزمة
 مجرة الرامي الإهليجية القزمة Sagittarius Dwarf Spheroidal Galaxy (Sgr dSph), وتعرف أيضاً the Sagittarius Dwarf Elliptical Galaxy (Sgr dE or Sag DEG), أو مجرة القوس القزمة 
مجرة كروية شبة اهليجية حلقية الشكل تقع في المجموعة المحلية وتتبع مجرة درب التبانة وتدور حولها. تبعد 70،000 سنة ضوئية عن الأرض و 50،000 سنة ضوئية عن نواة مجرة درب التبانة (أي أنها على بعد يعادل 1/3 بعد سحابة ماجلان الكبرى عن مجرتنا)؛ ويبلغ قطرها نحو 10،000 سنة ضوئية. في حركتها الدائرية الحلزونية حول مركز المجرة ، فقد مرت عدة مرات خلال قرص مجرة درب التبانة في الماضي.
و تمزقت بفعل المد التجاذبي خلال التقائها شديد القرب مع مجرتنا ففقدت نجوما التهمتها مجرة درب التبانة الأكبر منها.
يجب التفرقة بين مجرة الرامي الإهليجية القزمة و قزمة الرامي غير المنتظمة فبينما تبعد الأولى عن مجرتنا بنحو 70.000 سنة ضوئية نجد أن «مجرة قزمة الرامي الغير منتظمة»   تبعد عنا نحو 2و4 مليون سنة ضوئية. تشاهدان الإثنتان في اتجاه كوكبة الرامي.
تحوي مجرة الرامي الإهليجية القزمة على عناقيد نجمية كان يعتقد انها في مجرة درب التبانة لكن القياسات الفلكية الحديثة أظهرت انها أبعد مما كان يعتقد.
اكتشفت رسميا في عام 1994، من قبل رودريغو اباتا، مايك ايروين، و جيرارد ف جيلمو
و كان يعتقد انها أقرب مجرة لدرب التبانة حتى عام 2003 عندما تم اكتشاف مجرة كانيس ميجور القزمة  التي تبعد عن مركز مجرة التبانة 42 ألف سنة ضوئية، وعن الشمس و الأرض 25 الف سنة ضوئية، أي أن المسافة بين هذه المجرة والأرض أقل من المسافة بين الأرض ومركز مجرة درب التبانة.
في 14 سبتمبر 2011، كشف فريق من علماء الفلك أن الأذرع الحلزونية لمجرة درب التبانة قد نشأت بعد التصادم مع مجرة SagDEG على مدى مليارات السنين.

## حشود كروية
تحوي مجرة الرامي الإهليجية القزمة على تجمعات نجمية معروفة للفلكين

### بالومار 12

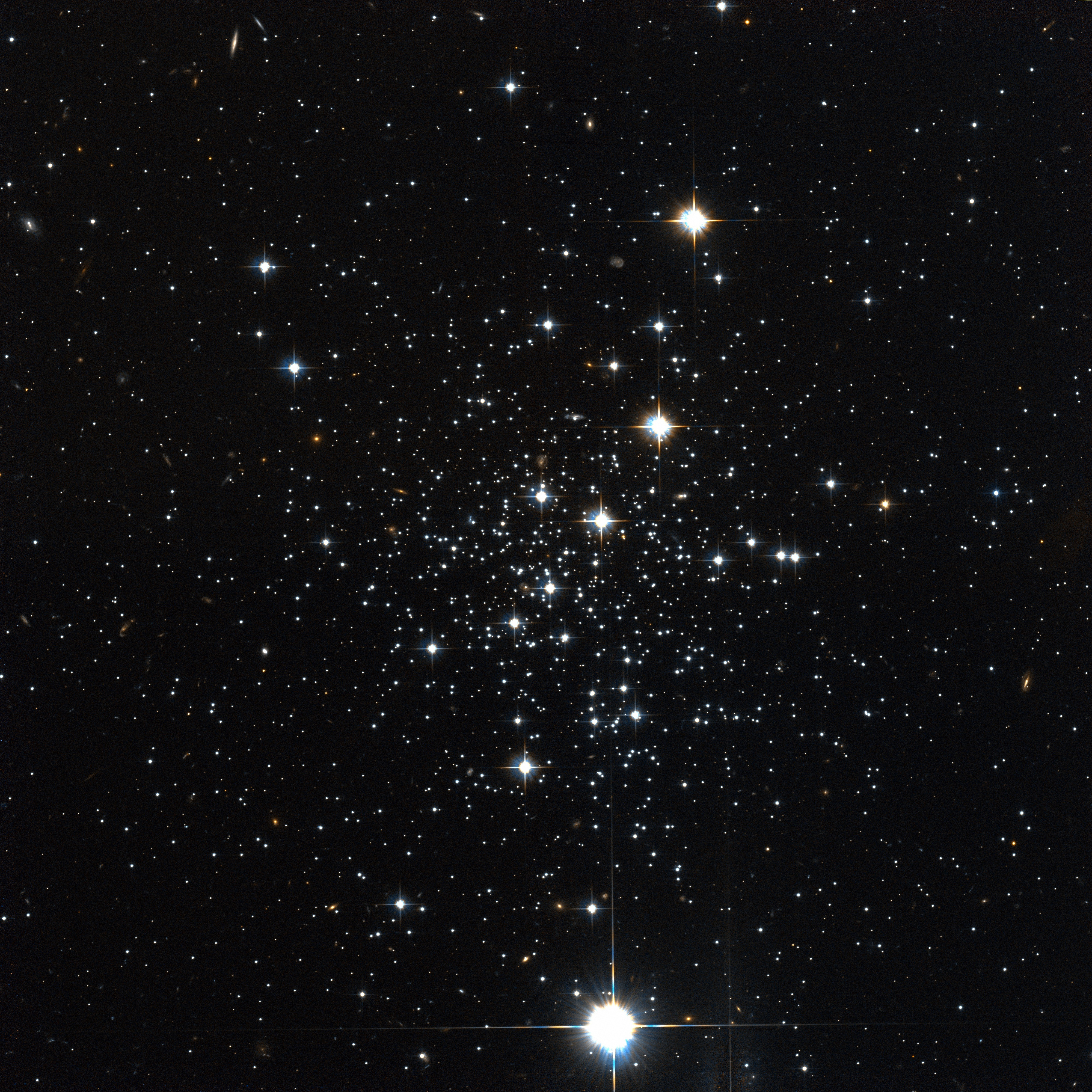
بالومار 12 صورة من تلسكوب هابل

بالومار 12 و هو تجمع مغلق حشد كروي في كوكبة الجدي
تُعَدّ نجوم العنقود الكروي الذي اكتُشِف لأول مرة من ماسح السماء بالومار (Palomar Sky Survey)، أصغر عمرا مقارنة بتلك الموجودة في العناقيد الكروية الأخرى التي تطوف في هالة مجرتنا درب التبانة. ,

### مسييه 54
تجمع نجمي يوجد في كوكبة الرامي. اكتشفه شارل مسييه عام 1778 وقيده في فهرسه المعروف (فهرس مسييه) تحت رقم 54 . وترجع التسمية NGC 6715 إلى الفهرس العام الجديد.
وكان يعتقد في الماضي أنه يبعد نحو 50000 سنة ضوئية من الأرض ، إلا أن المشاهدات الجارية عام 1994 ترجح أنه لا يتبع مجرتنا مجرة درب التبانة بل يكون جزءا من مجرة قزمة بالرامي ويعتقد معظم العلماء الآن ان يكون نواة مجرة قزمة الرامي الإهليجية.